# Ablon
Ablon (a.blɔ̃ⓘ) es una población y comuna francesa, en la Región de Normandía, departamento de Calvados, en el distrito de Lisieux y cantón de Honfleur-Deauville.

## Demografía
| Gráfica de evolución demográfica de Ablon entre 2006 y 2018 |
|                                                             |

Fuentes: INSEE.